# ハヌカー
ハヌカー（英語: Chanukkah, Hanukah, Hanukkah, ヘブライ語: חנוכה Chanukkâh, イディッシュ語 chaniko, chanike ; ハニカともいう）とはユダヤ教の年中行事の一つで、マカバイ戦争（紀元前168年 - 紀元前141年）時のエルサレム神殿の奪回を記念する。アンティオコス4世エピファネスと異教徒によって汚された神殿の清めの祭りである。キスレーウ(ユダヤ暦の第9月)の25日から8日間祝う。宮清めの祭り、奉献の祭り（Feast of Dedication）、光の祭り（Festival of Lights）とも呼ばれる。
ハヌカーはキリスト教のクリスマスとほぼ同じ時期に祝われるが、この二つの祭日は起源も性格も異なる。近年はクリスマスプレゼントのようにハヌカーの期間中毎日子供に「ハヌカー・プレゼント」を与える家庭や、クリスマスツリーに似た「ハヌカー・ブッシュ」と呼ばれる常緑樹を飾る家庭もあるが、これらは伝統的なユダヤ教の習慣ではないため好ましくないと考えるユダヤ教徒も正統派を中心に多い。ハヌカーの日にはドレイドルと呼ばれる木製の独楽がユダヤ教の伝統に則り子供達へ与えられる。また、イスラエル北部のハイファにおいては、ユダヤ教のハヌカーとキリスト教のクリスマスとイスラム教のラマダーンを同時に祝う世俗的なフェスティバルが実施される。

ホワイトハウスで行われるユダヤ教徒のお祭り「ハヌカー」の式典は恒例のものである。

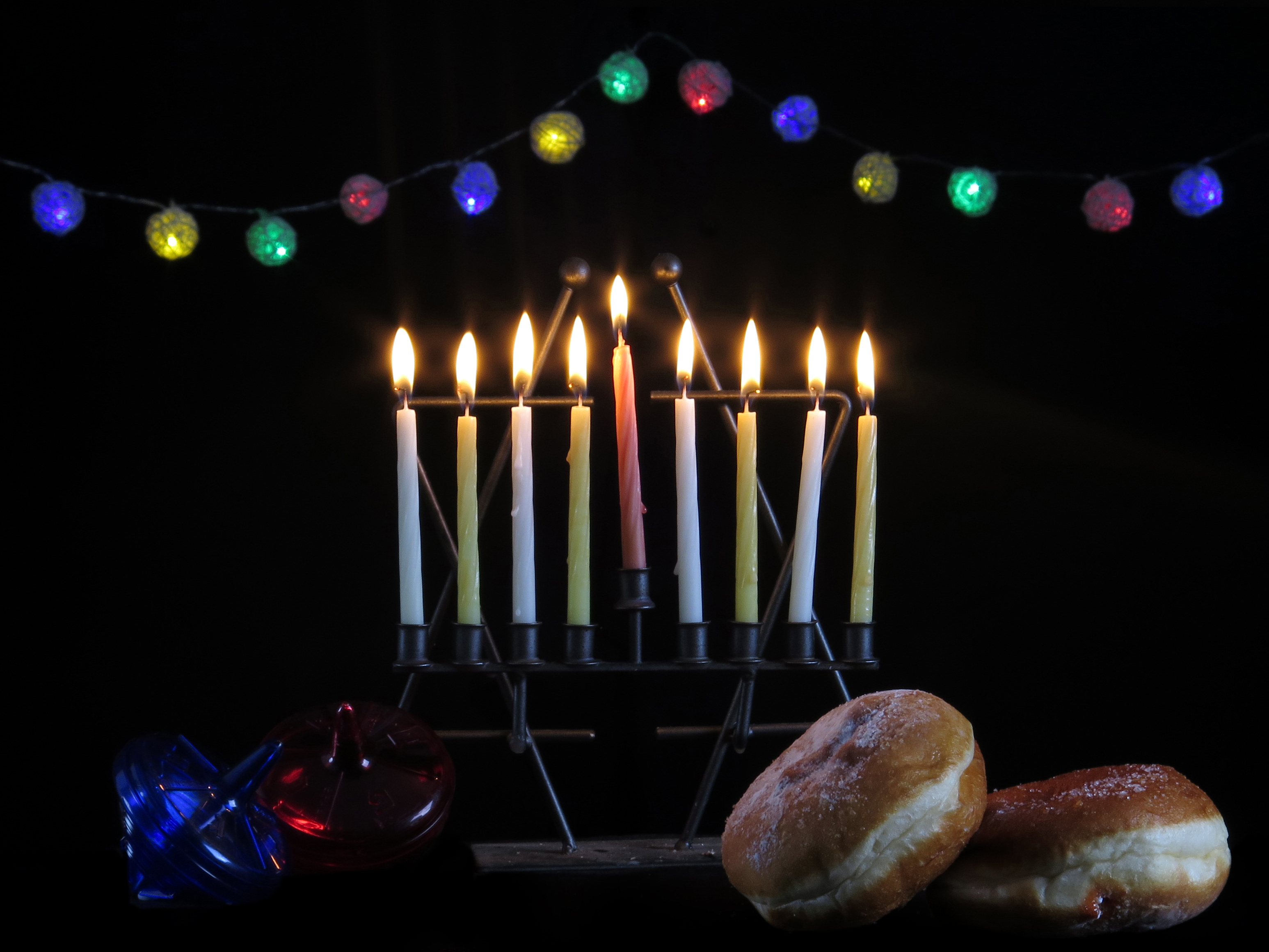
ドレイドルとハヌッキーヤ、スフガニーヤ
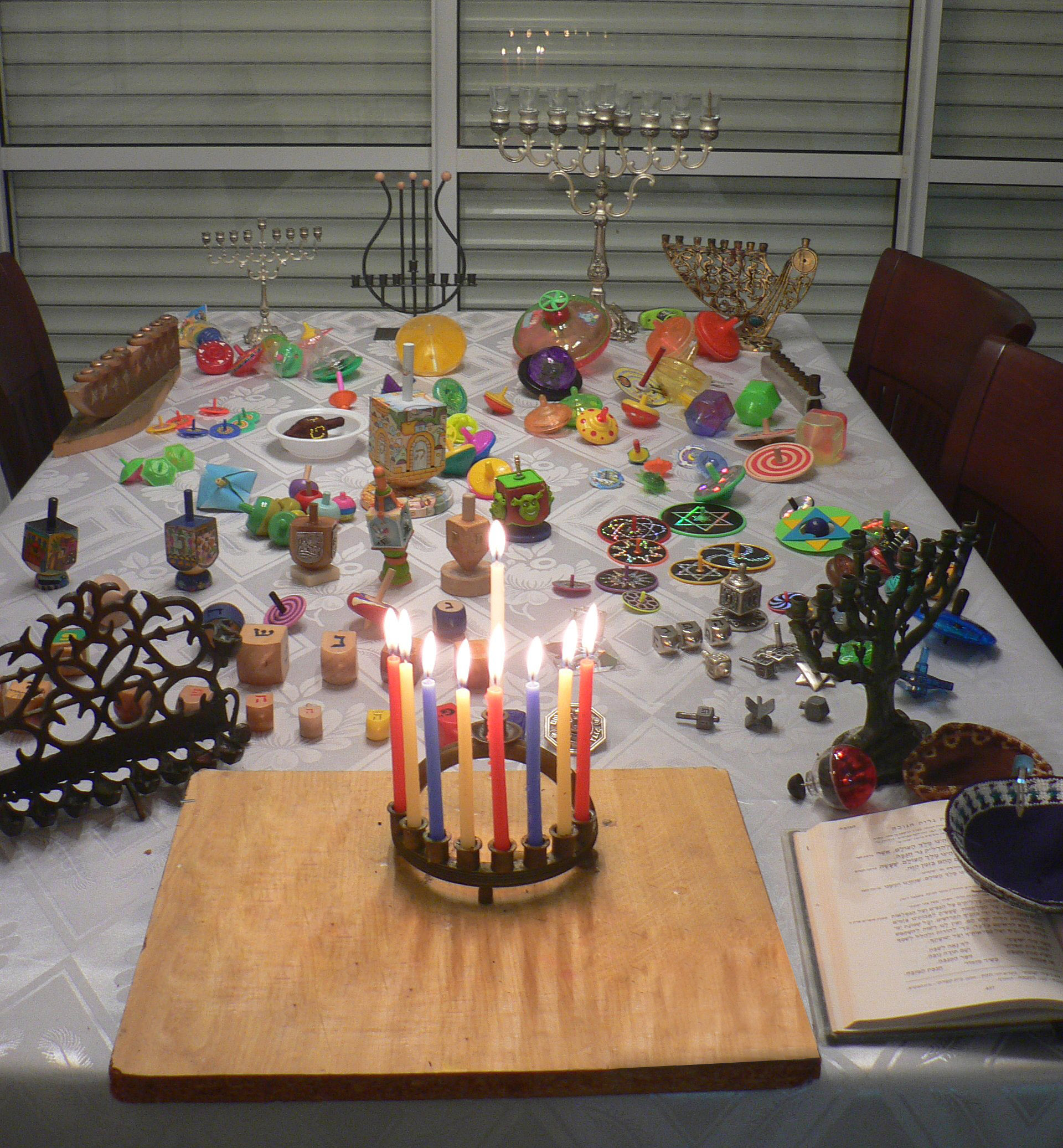
ハヌカーのテーブル
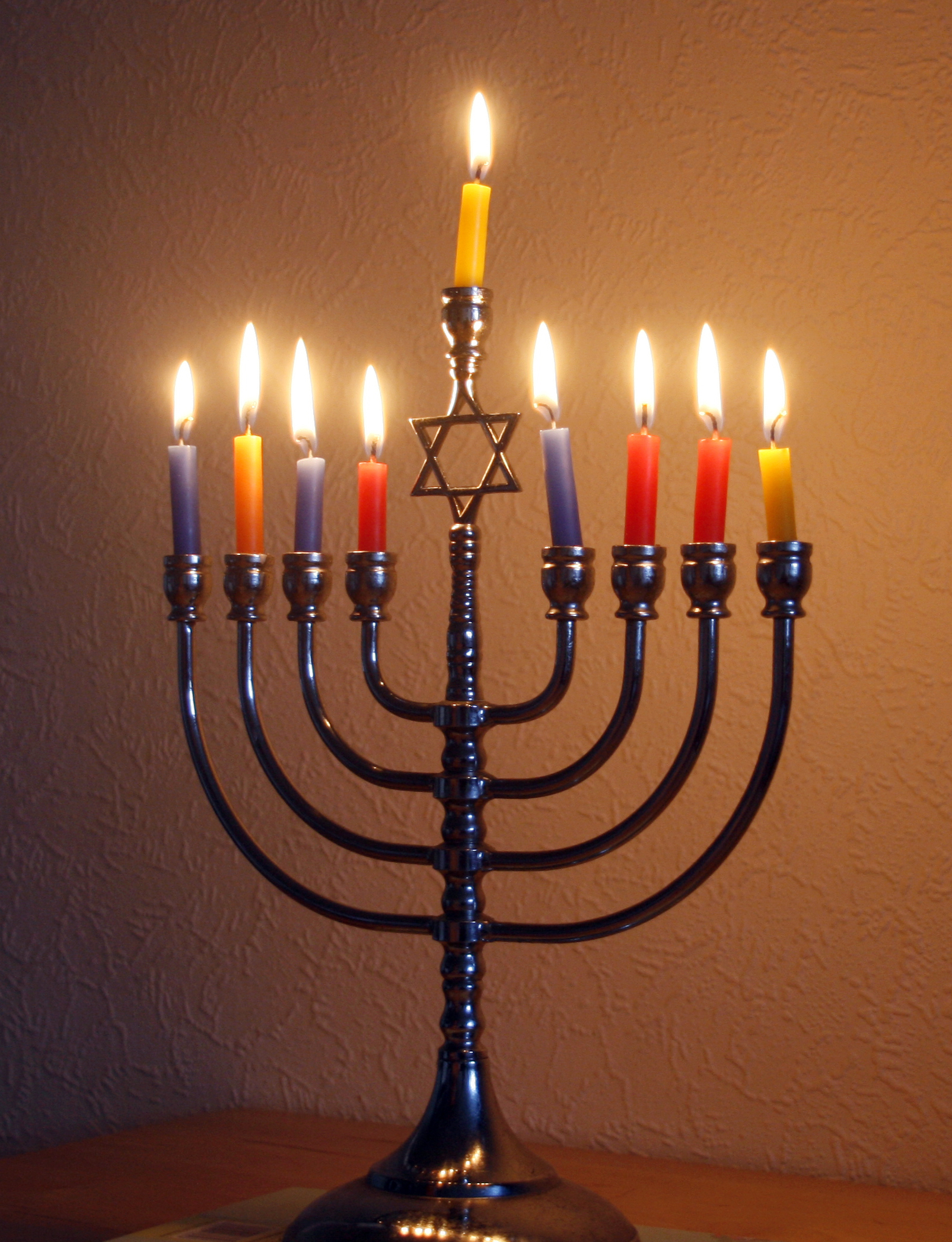
点灯したハヌッキーヤ

## 概要
祭りは、一般にメノラーまたはハヌッキーヤーと呼ばれる9つの枝を持つ燭台のろうそくに火をつけることによって祝われる。通常、1つのブランチは他のブランチの上または下に配置され、そのキャンドルは他の8つのキャンドルを照らすために使用される。この特別なキャンドルはシャマッシュと呼ばれる。毎晩、1本の追加のキャンドルがシャマッシュによって点灯され、祭りの最終夜には8本のキャンドルがすべてが点灯する。
その他のハヌカーの祝祭には、ハヌカーの歌を歌ったり、ドレイドルのゲームをしたり、ラトケスやスフガニーヤーなどの油性食品や乳製品を食べたりすることが含まれる。1970年代以降、世界的なハバドハシディズム運動は、多くの国の公共の場で公共のメノラー照明を開始した。
ハヌカーは、厳密に宗教的には比較的マイナーな休日であるが、クリスマスシーズンとほぼ同時期に行われるため、北米やその他の地域、特に世俗的なユダヤ人の間で大きな文化的重要性を獲得している。

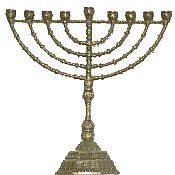
ハヌッキーヤー
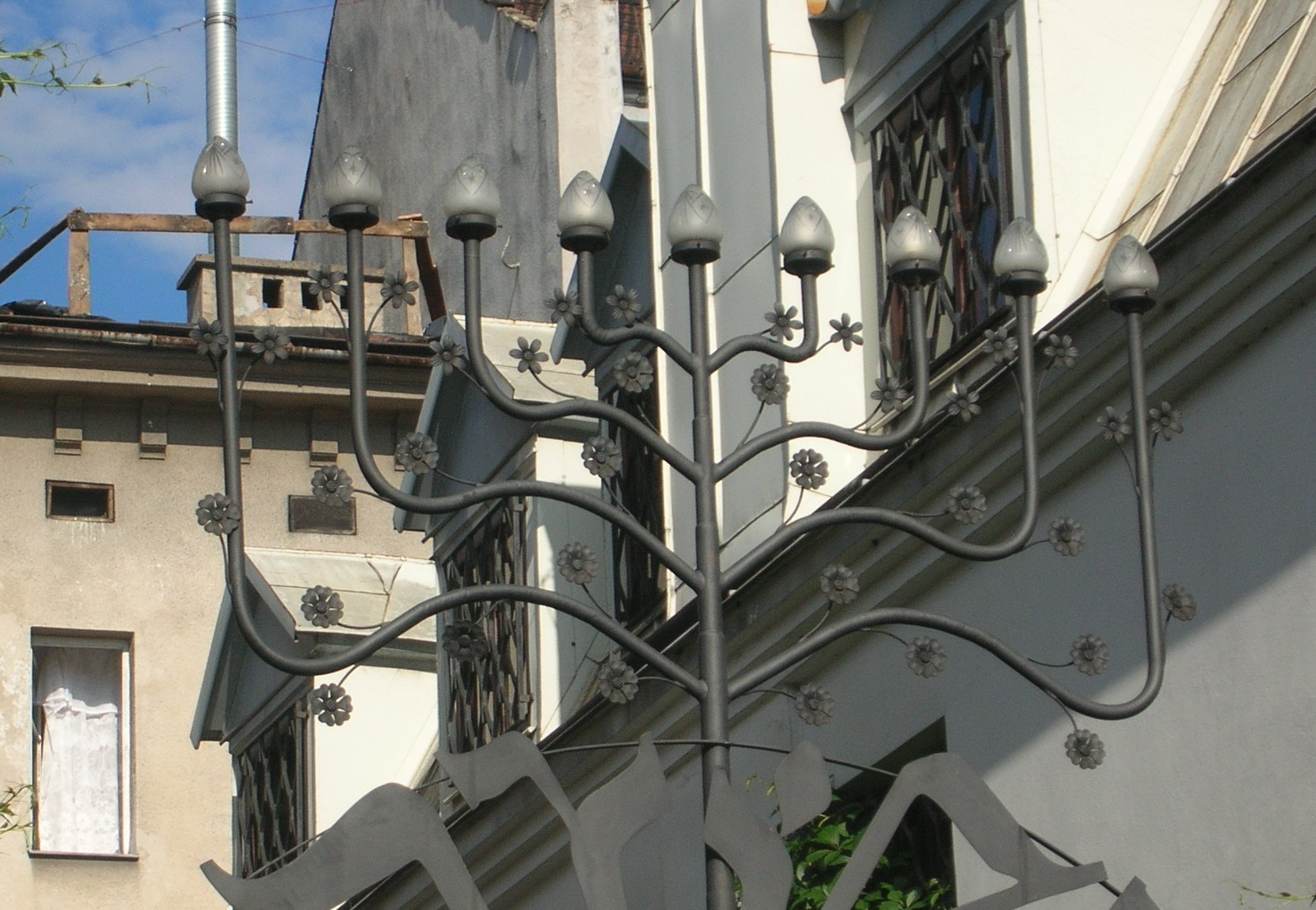
クラクフのカジミェシュ家のハヌッキーヤー
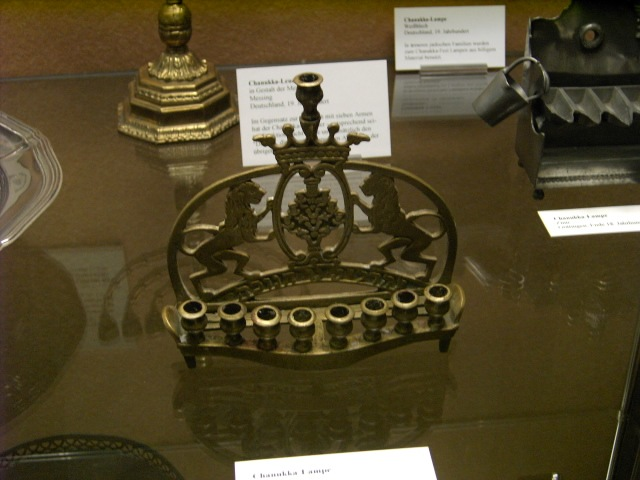
ゲッティンゲンのハヌッキーヤー
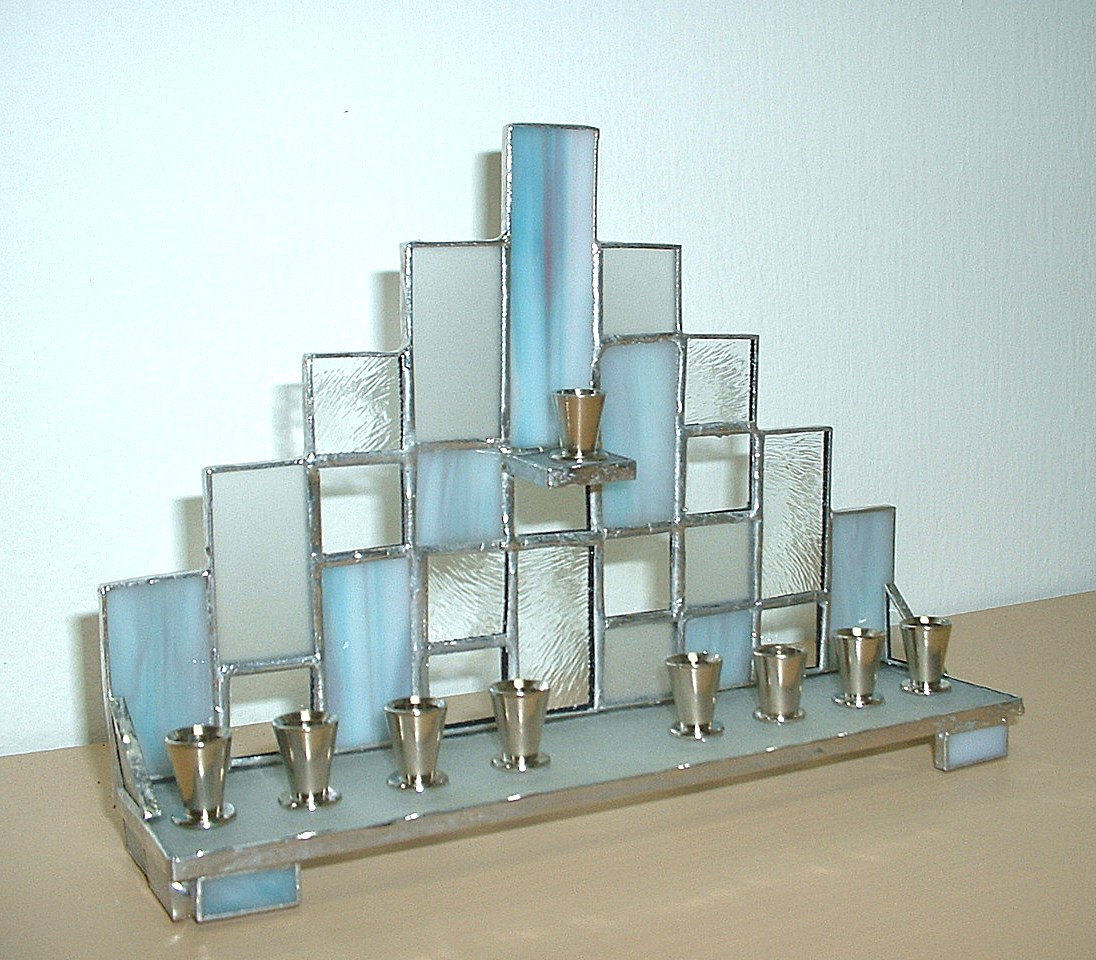
現代のステンドグラス製のハヌッキーヤー

### 名称
ハヌカーは、ヘブライ語で「ささげる」という意味の動詞「חנך」（ハナク）に由来する。ふたたび神殿に捧げものができるようになったためにこの名がある。
この語は様々な神聖的な解釈がされてきた。たとえば、「ハヌー」（彼らは休んだ）で切って、のこりの2文字のカフとヘーをそれぞれ数字の「20」と「5」とみなし、「（キスレーウの月の）25日に彼らは休んだ」と解釈するものがある。ゲマトリアなどを参照。

## 歴史

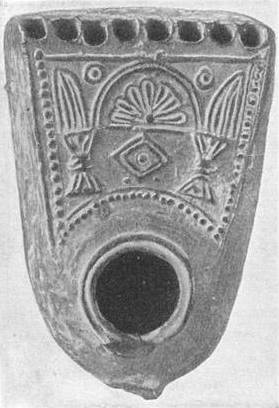
古い形のハヌッキーヤー。エルサレムで1900年頃に出土。元来ハヌッキーヤーは燭台ではなくオイルランプである

### マカバイ記
ハヌカーの物語は、エルサレム神殿の再奉献とメノラーの点灯について詳しく説明しているマカバイ記1および2に保存されている。これらの書は、ギリシャ語のセプトゥアギンタに含まれていたが、現代のユダヤ人が使用する列聖されたタナク（ヘブライ語聖書）の一部ではない。ローマカトリック教会と正教会は、それらを旧約聖書の正規の一部と見なしている。
神殿の8日間の奉献は、マカバイ記1に記述されているが、油の奇跡はここには現れていない。それに似ていた、日付が古い物語は、ネヘミヤによる祭壇の火の再点火はキスレーウの25日に起こった奇跡によるものであり、 次のように与えられているように見えるマカバイ記2でほのめかされている。これはユダ・マカバイによる祭壇の再奉献のために同じ日付を選んだ理由として挙げられる。マカバイ記1と2の上記の説明は、8日間の仮庵の祭りの遅れた観察としてハヌカーを描写している。

### 初期のラビの情報源
「断食の巻物（1世紀）」には、断食や賛美が禁じられているお祭りの日のリストが含まれている。ミシュナ（2世紀後半）はいくつかの場所でハヌカーについて言及しているが、その法律を詳細に説明したり、その背後にある歴史の側面について言及したりすることはない。ミシュナがハヌカーについて体系的に話し合っていないことを説明するために、ラヴ・ニッシム・ガオンは、休日に関する情報は非常にありふれたものであり、ミシュナはそれを説明する必要がないと感じたとした。現代の学者ルーベイン・マーゴリーズは、バル・コクバの反乱の後にミシュナーが編集されたため、ローマ人に敵対することを恐れて、外国の支配者に対する別の比較的最近の反乱を祝う休日の明示的な議論を含めることを躊躇したと示唆している。
奇跡的に8日間続く1日の石油供給の奇跡は、マッカビーの本に記載されている出来事から約600年後に執筆することを約束したタルムードに記載されている。タルムードは、アンティオコス4世の軍隊が寺院から追い出された後、マカバイ家は儀式用のオリーブオイルのほとんどすべてが汚されたことを発見したと言う。彼らは、大祭司によってまだ封印されていて、寺院の本枝の燭台を1日点灯させ続けるのに十分な油が入った容器を1つだけ見つけた。彼らはこれを使用しましたが、それでも8日間燃焼した（新しいオイルをプレスして準備するのにかかった時間）。
タルムードには3つのオプションがある。
1. 法律では、1世帯あたり毎晩1つのライトのみが必要
2. より良い習慣は、世帯の各メンバーに対して毎晩1つのライトを点灯することである。
3. 最も好ましい方法は、毎晩ライトの数を変えることである。

危険な時を除いて、ライトはドアの外、メズーザーの反対側、または通りに最も近い窓に配置されていた。ラシは、「Shabbat 21b」へのメモの中で、彼らの目的は奇跡を公表することであると述べている。ハヌカーの光の祝福については、仮庵の祭りの小冊子の46ページで説明されている。

### ヨセフスの物語
ユダヤ人の歴史家、ティトゥス・フラウィウス・ヨセフスは、彼の著書「ユダヤ古代誌XII」で、勝利を収めたユダ・マカベウスが、アンティオコス4世エピファネスによって罵倒されたエルサレムの神殿を再奉献した後、毎年豪華な8日間の祝祭を命じた方法について語っている。

## 風習
- ナショナル・メノーラー（英語版） - ワシントンD.C.、ホワイトハウスそばの公園ザ・エリプス（英語版）に置かれている9本のハヌカーで、1979年から毎年ハヌカーでアメリカ大統領府のメンバーが点灯式を行う。

### ハヌカーの歌
クリスマス・ソングやキャロルの代わりに、ハヌカー・ソングが存在する。ポップスでは、アダム・サンドラーが作曲したコミックソングである「ザ・ハヌカー・ソング」はよく知られている。

#### マーオーズ・ツール
8枝のメノーラー（ハヌッキーヤー）に一日一つずつ点灯した後、マーオーズ・ツール ma‘oz tzur （『砦の岩よ』）という、13世紀ドイツに起源を持つ賛歌を歌う。

### ドレイドル
ドレイドルまたはドライデル（Dreidel）は四面に反時計回りに נ（ヌン）、ג（ギーメル）、ה（ヘー）、ש（シン）の文字が描かれている木製のコマである。チップ（コイン形のチョコレートなど）を用意し、コマをまわしてシンが出たらチップをポットに置く、ギーメルが出たらポットのすべてのチップを獲得する、ヘーが出たらポットのチップを半分取る、ヌンが出たら何もしない。
4つの文字は実際にはイディッシュ語の「nisht（ドイツ語: nichts 何もない）、gants（ganz 全部）、halb（halb 半分）、shtel（einstellen 置く）」の頭文字であるが、しばしばヘブライ語の「נס גדול היה שם ネス・ガドール・ハヤ・シャム、そこで偉大な奇跡が起こった」の頭文字と解釈されている。このため、イスラエルのドレイドルでは「שם」（そこで）の頭文字のシンを「פה」（ここで）の頭文字のペーに変えたものが売っている。

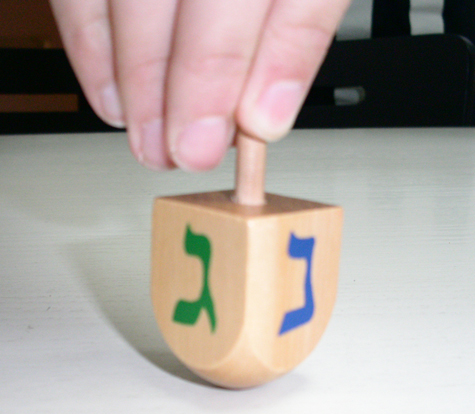
ドレイドル
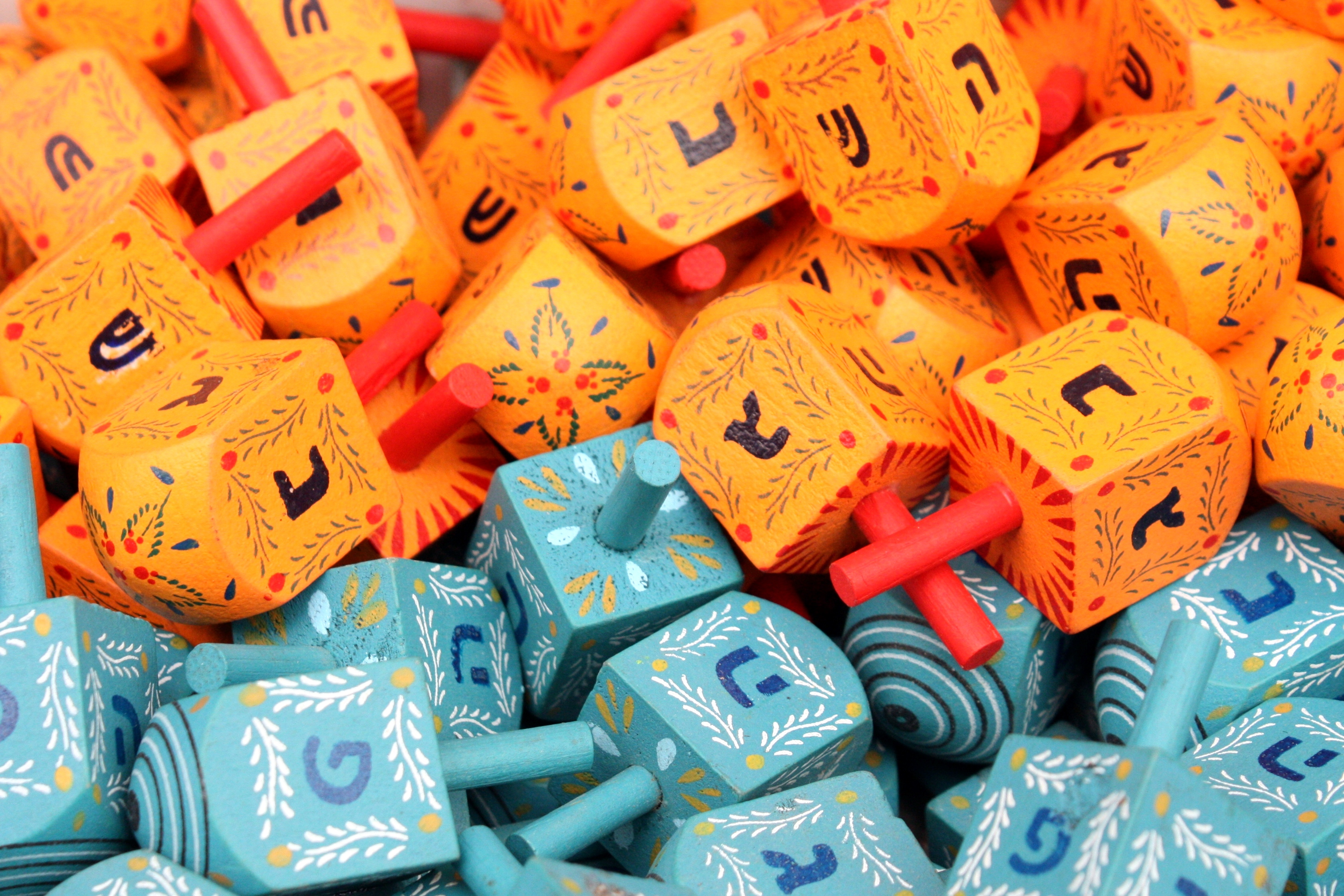
エルサレム市場のドレイドル

### ハヌカー・ゲルト
ハヌカー・ゲルトは、ハヌカーの祭りの期間中、子供たちに配布されることがよくある。ハヌカーゲルトを与えることはまた休日の興奮を増す。祖父母や親戚がより大きな金額を与えるかもしれませんが、金額は通常小さなコインである。ハヌカーゲルトを与える伝統は、感謝の印として今年のこの時期に教師に小額のお金を提示する子供たちの長年の東ヨーロッパの習慣にまでさかのぼる。あるミンハーグは、ハヌカーゲルトを与えるためにハヌカーの5日目の夜を支持する。ハヌカーは他の夜とは異なり、5番目の夜は安息日に当たることはない。したがって、安息日でお金を処理することに対するハラハーの差し止め命令と衝突することはない。

### 食べ物
神殿の清めの儀式に用いるメノーラーを灯すための一日分の聖油が八日間燃え続けたという奇跡にちなみ、ハヌカーの間は油を使った料理が必ず作られる。また、イスラエルではハヌカーがオリーブの収穫の後に来るので、絞り立てのオリーブ油が豊富に手に入るという事実もこれと関係している。
アシュケナジム系家庭ではラトケスやブリンツを食べる。多くのセファルディム系、アシュケナジム系、イスラエル人の家庭ではブニュエロ、スフガニーヤー（ジャム入りドーナツ）などの揚げ菓子を食べる。

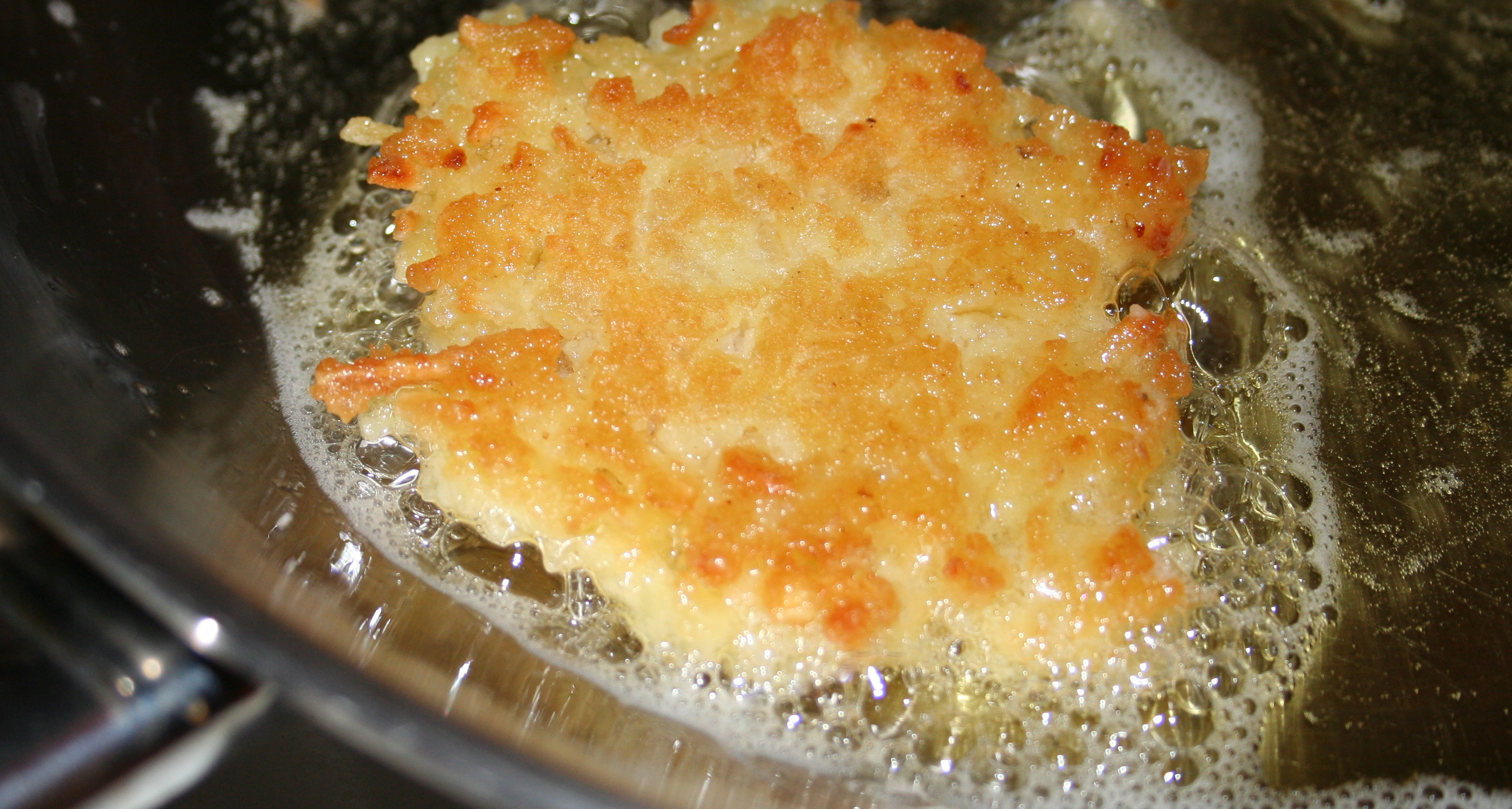
ホットオリーブオイルで揚げるポテト・ラトケス。
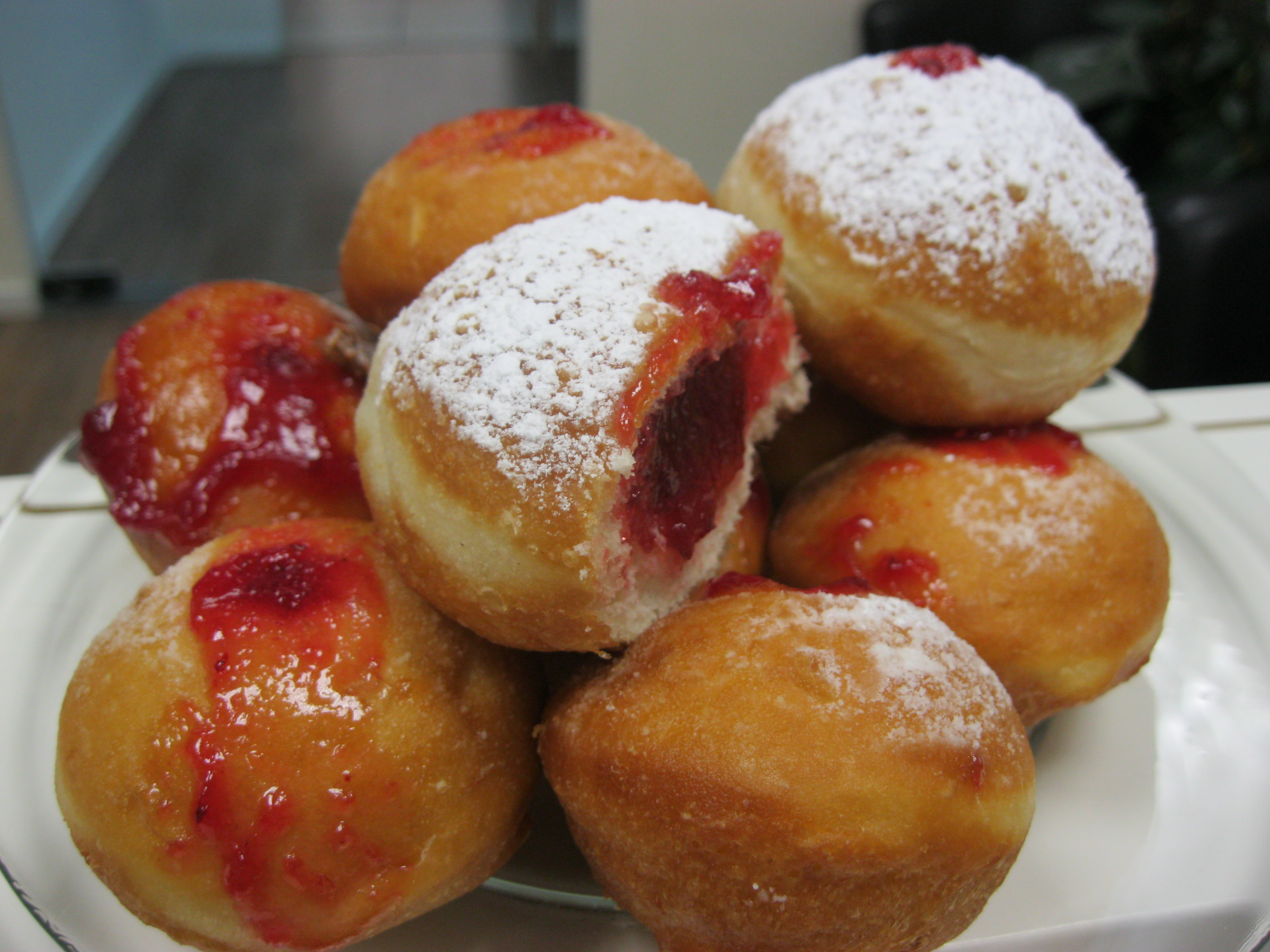
いちごゼリー入りスフガニーヤー
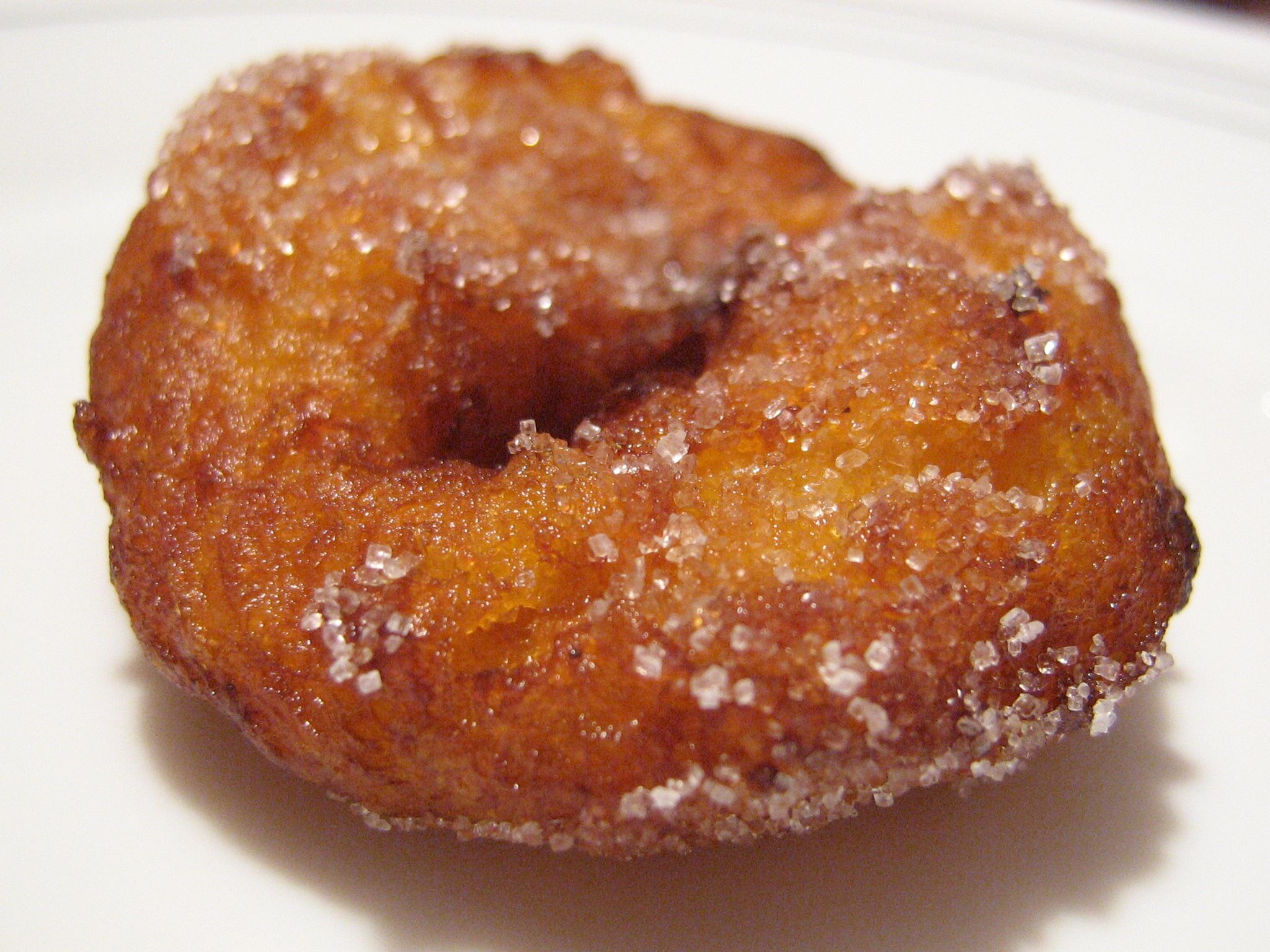
スペインのカボチャのブニュエロ

## 日付
ハヌカーは、グレゴリオ暦の11月下旬から12月下旬までのいつでも発生する可能性がある。ヘブライ暦によるキスレーウの25日から始まる8日間の夜に行われる。

### グレゴリオ暦との対照表
(この節の出典)
- 1990年 - 12月12日
- 1991年 - 12月2日
- 1992年 - 12月20日
- 1993年 - 12月9日
- 1994年 - 11月28日
- 1995年 - 12月18日
- 1996年 - 12月6日
- 1997年 - 12月24日
- 1998年 - 12月14日
- 1999年 - 12月4日
- 2000年 - 12月22日
- 2001年 - 12月10日
- 2002年 - 11月30日
- 2003年 - 12月20日
- 2004年 - 12月8日
- 2005年 - 12月26日 - 2005年はクリスマスの翌々日からクリスマス週間（エピファニー）の終わるまでと重なった
- 2006年 - 12月16日
- 2007年 - 12月5日
- 2008年 - 12月22日
- 2009年 - 12月12日
- 2010年 - 12月2日
- 2011年 - 12月20日
- 2012年 - 12月9日
- 2013年 - 11月27日
- 2014年 - 12月16日
- 2015年 - 12月6日
- 2016年 - 12月24日
- 2017年 - 12月12日
- 2018年 - 12月2日
- 2019年 - 12月22日
- 2020年 - 12月10日
- 2021年 - 11月28日
- 2022年 - 12月18日
- 2023年 - 12月7日